# Chiesa dei Santi Apostoli (Verona)
La chiesa dei Santi Apostoli è un luogo di culto cattolico che sorge nel cuore del centro storico di Verona, lungo corso Cavour e poco lontano da porta Borsari; si tratta di una chiesa parrocchiale facente parte del vicariato di Verona Centro nell'omonima diocesi.

## Storia
La chiesa, che sorge a lato dell'antica via Postumia, in quella che in epoca romana era un'area sepolcrale situata fuori dalle mura romane di Verona, è stata probabilmente edificata nel V secolo insieme all'adiacente sacello delle Sante Teuteria e Tosca, anche se la prima attestazione della sua presenza in un documento risale all'VIII secolo, quando viene ricordata nel Ritmo Pipiniano o Versus de Verona.
L'antica pieve paleocristiana nel XII secolo venne riedificata in forme romaniche, stile che ha numerosi esempi a Verona e trova nelle chiese di San Zeno, di San Fermo Maggiore, della Santissima Trinità, di Santo Stefano e di San Giovanni in Valle i suoi rappresentanti più celebri. Non è tuttavia chiaro né anno né motivazione della ricostruzione: forse fu il 1140 oppure avvenne dopo due gravi incendi che imperversarono in tutto il quartiere (nel 1160-1161 e nel 1172); tuttavia certo è l'anno della consacrazione che avvenne nel 1194 per opera del vescovo di Verona Adelardo II.
Originariamente a tre navate oppure a navata unica a croce libera, con celle laterali, nel XVI secolo l'edificio chiesastico fu ridotto ad un'unica navata e sopraelevato, forse coperta da un tetto a capriate lignee. Tra il XVI ed il XVII secolo vennero inoltre realizzate quattro cappelle laterali ospitanti altrettanti altari, infine nel 1700 la chiesa venne nuovamente riconsacrata.
Un bombardamento aereo avvenuto verso la fine della seconda guerra mondiale provocò ingenti danni all'edificio, che dovette essere restaurato nell'immediato dopoguerra, tra il 1945 ed il 1955, con interventi importanti in particolare sulla facciata, sulle murature esterne, sulla volta e l'abside.

## Descrizione

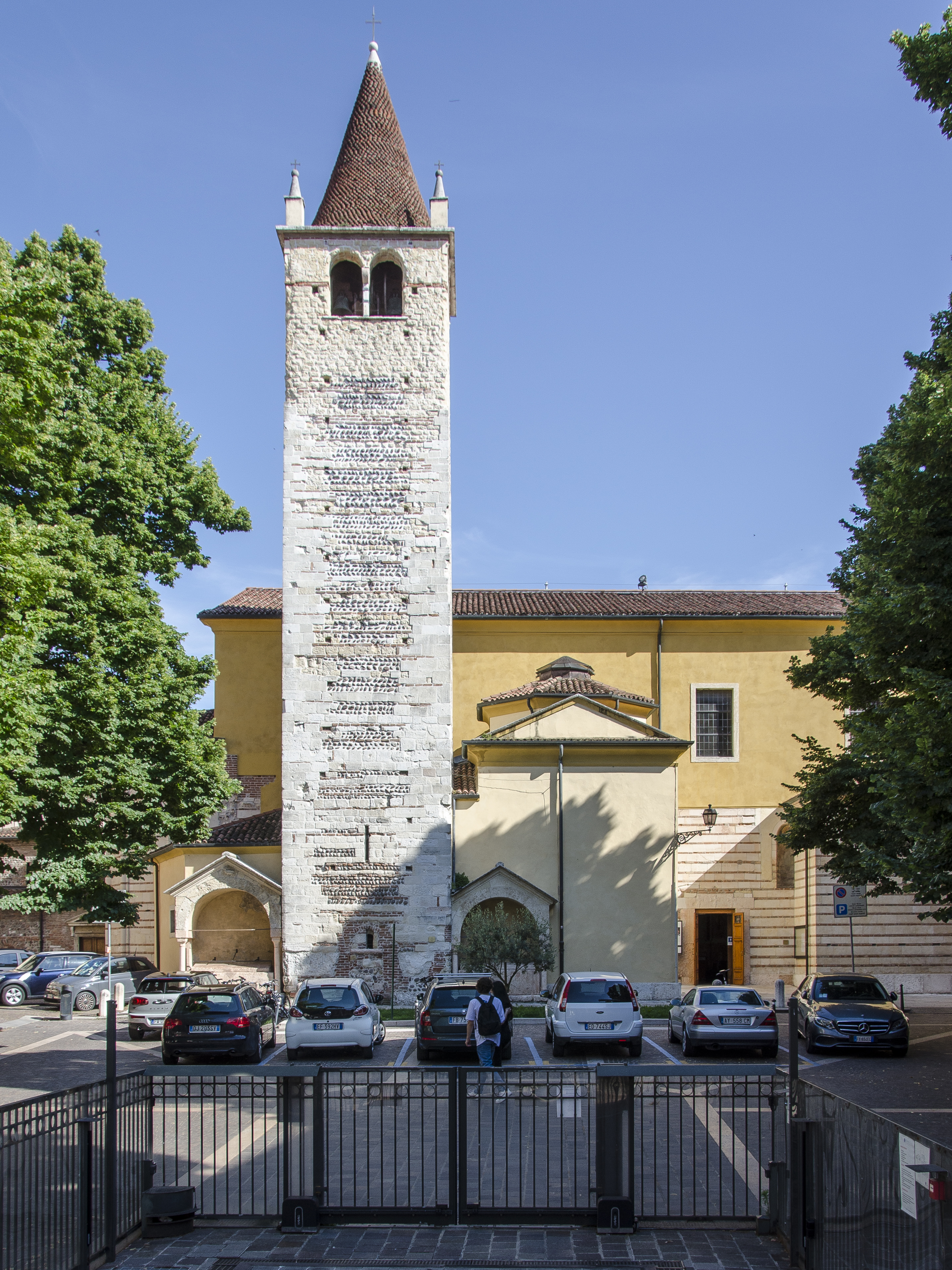
Il campanile romanico della chiesa

Nella facciata a capanna si possono leggere chiaramente le modifiche che si sono susseguite nel corso dei secoli: i due contrafforti corrispondevano ai due muri interni che anticamente dividevano lo spazio in tre navate; le due mensole poste sopra l'architrave della porta, con decorazioni che ricordano consuetudini stilistiche preromaniche e che testimoniano come in passato fosse presente un protiro; le sopraelevazioni avvenute, infatti la parte con la muratura a vista in corsi alternati di mattoni di laterizio e tufo indicano la facciata realizzata in epoca romanica, mentre la parte superiore intonacata ricorda la sopraelevazione avvenuta nel XVI secolo. Tra le aperture si contano, oltre al portale d'ingresso centrale, due monofore romaniche strombate (elemento raro nell'architettura del luogo), tre finestre realizzate in epoche successive e in alto un occhio che illumina lo spazio interno.

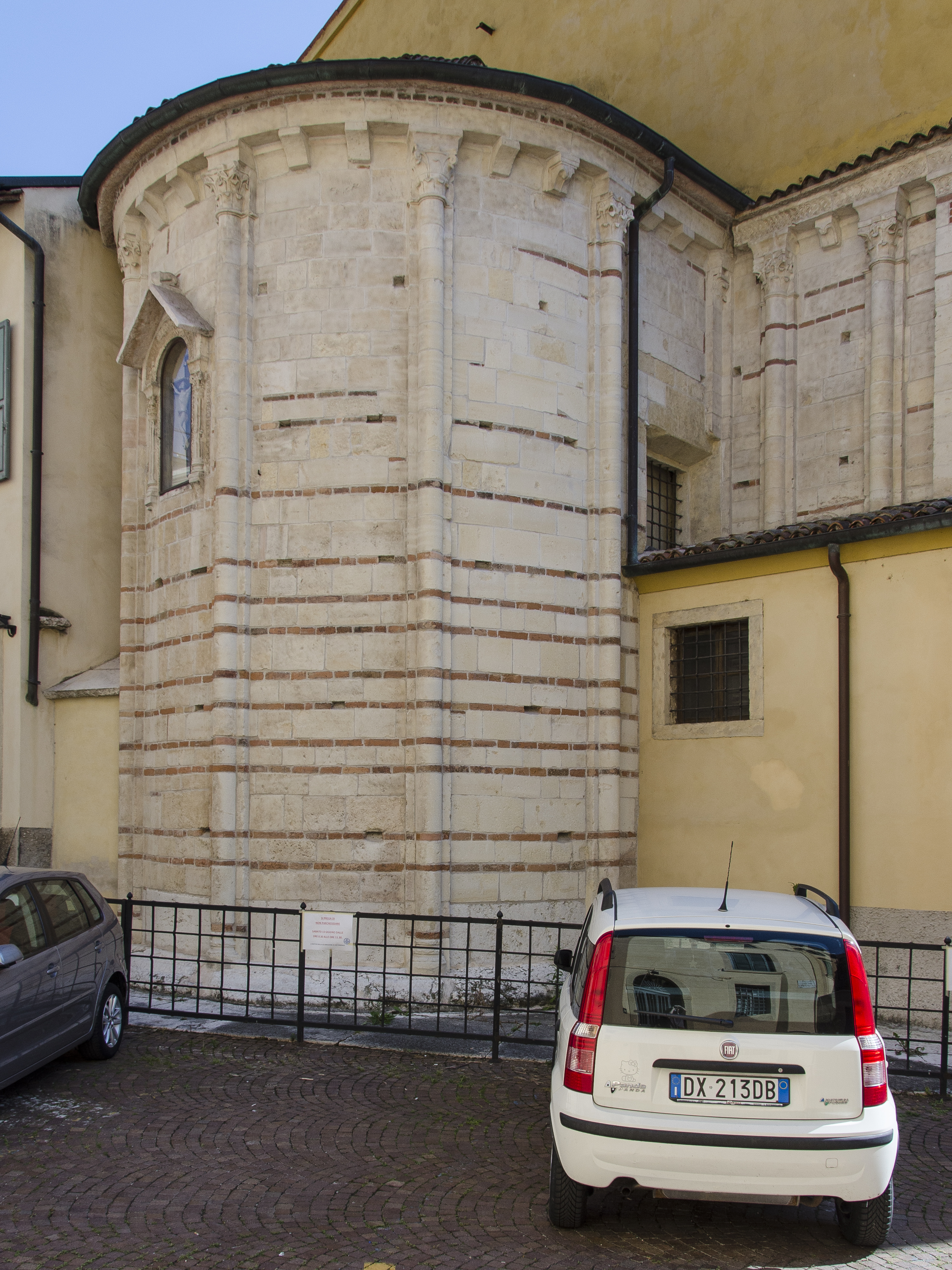
Dettaglio dell'esterno dell'abside semicircolare

Il campanile, alto una trentina di metri, fu completato nell'anno 1110 ed è un pregevole esempio del romanico veronese: di pianta quadrata e originariamente staccato dell'edificio della chiesa, il suo fusto presenta conci di tufo, ciottoli e mattoni di laterizio mentre la cella campanaria, su cui si aprono quattro bifore, una per ogni lato, è tutta in tufo ed è sormontata da una copertura conica in cotto. A lato del campanile si trova l'abside semicircolare in tufo e mattoni di laterizio, le cui fondazioni sono realizzate con l'impiego di materiale di spoglio di epoca romana, pure questa testimonianza della fabbrica romanica; essa si differenzia notevolmente dallo stile architettonico veronese in quanto sporge molto oltre il consueto e la sua curva è raccordata al prolungamento delle pareti laterali del presbiterio. Il suo prospetto esterno è ritmato da semicolonne con capitello corinzio e sovrapposto abaco, terminante con una fascia sostenuta da mensole, uno stile tipico dell'inizio del XII secolo.

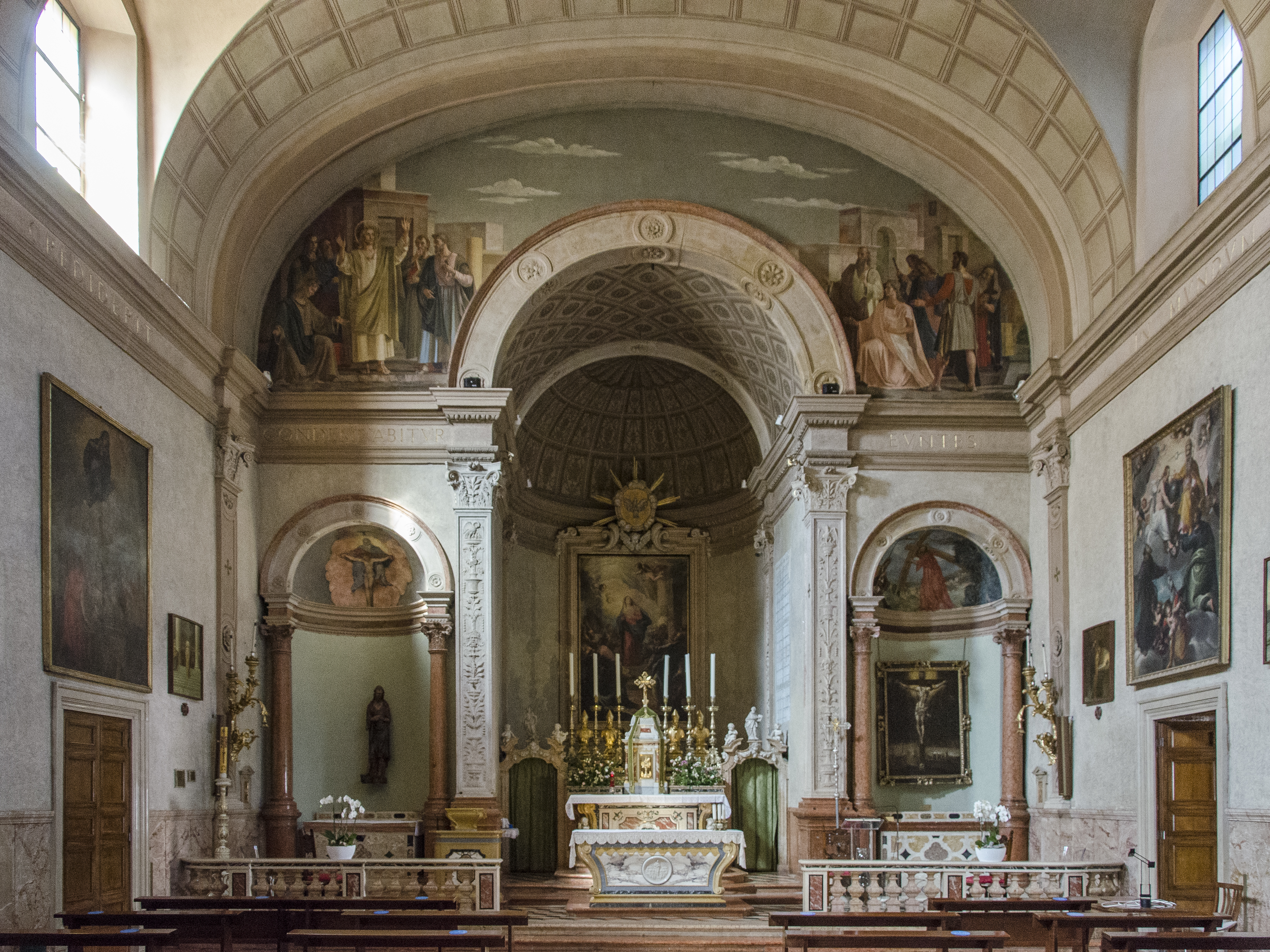
L'area presbiteriale, con l'arco trionfale affrescato da Agostino Pegrassi

L'edificio si presenta oggi con una pianta ad aula a navata unica marcatamente longitudinale, terminante con un presbiterio rialzato di tre gradini rispetto al resto dello spazio e di ampiezza ridotta, concluso a sua volta dall'abside semicircolare; quest'ultima è posizionata in maniera obliqua rispetto all'aula della chiesa, una caratteristica che assumeva in alcune chiese medievali un significato simbolico, in quanto voleva rappresentare la posizione reclinata della testa di Gesù morto sulla croce. Sulle pareti laterali dell'aula si aprono quattro cappelle in cui trovano spazio l'altare del Crocifisso e la cappella di Santa Maria Assunta a sinistra, l'altare della Sacra Famiglia e la cappella di Sant'Anna a destra, inoltre ai lati dell'arco trionfale si trovano altre due cappelline con abside e altare, in corrispondenza di quella che era la terminazione delle navate laterali che caratterizzavano la pieve in epoca romanica. Sul fianco sinistro del presbiterio si colloca il locale della sagrestia, da cui si può accedere a sua volta all'antica chiesa delle Sante Teuteria e Tosca. L'aula della chiesa è coperta da un'ampia volta a botte ribassata in incannucciato ritmata da costoloni trasversali e decorazione pittorica a finto cassettonato e lunette laterali, queste ultime realizzate per ospitare le finestre che illuminano lo spazio interno.
Le pareti interne intonacate a tinta neutra sono scandite da lesene corinzie che sorreggono la trabeazione sommitale, mentre l'arco trionfale del presbiterio è decorato dall'affresco di Agostino Pegrassi raffigurante Cristo e gli Apostoli. Al centro della parete dell'abside si trova la pala della Pentecoste realizzata nel 1719 da Simone Brentana, mentre ai lati si trovano un affresco rappresentante la Trinità, nell'abside di sinistra, e un dipinto su tela raffigurante il Crocifisso mistico di Francisco de Zurbarán, nell'abside di destra. Nella chiesa si conservano anche altre pregevoli opere pittoriche, tra cui: Sant'Agostino con la Trinità, Angelo e un devoto di Alessandro Turchi; Madonna e San Sebastiano di Simone Brentana; L'adorazione dei Magi di Felice Brusasorzi; e infine La Trinità, San Jacopo e San Francesco di Sante Creara.

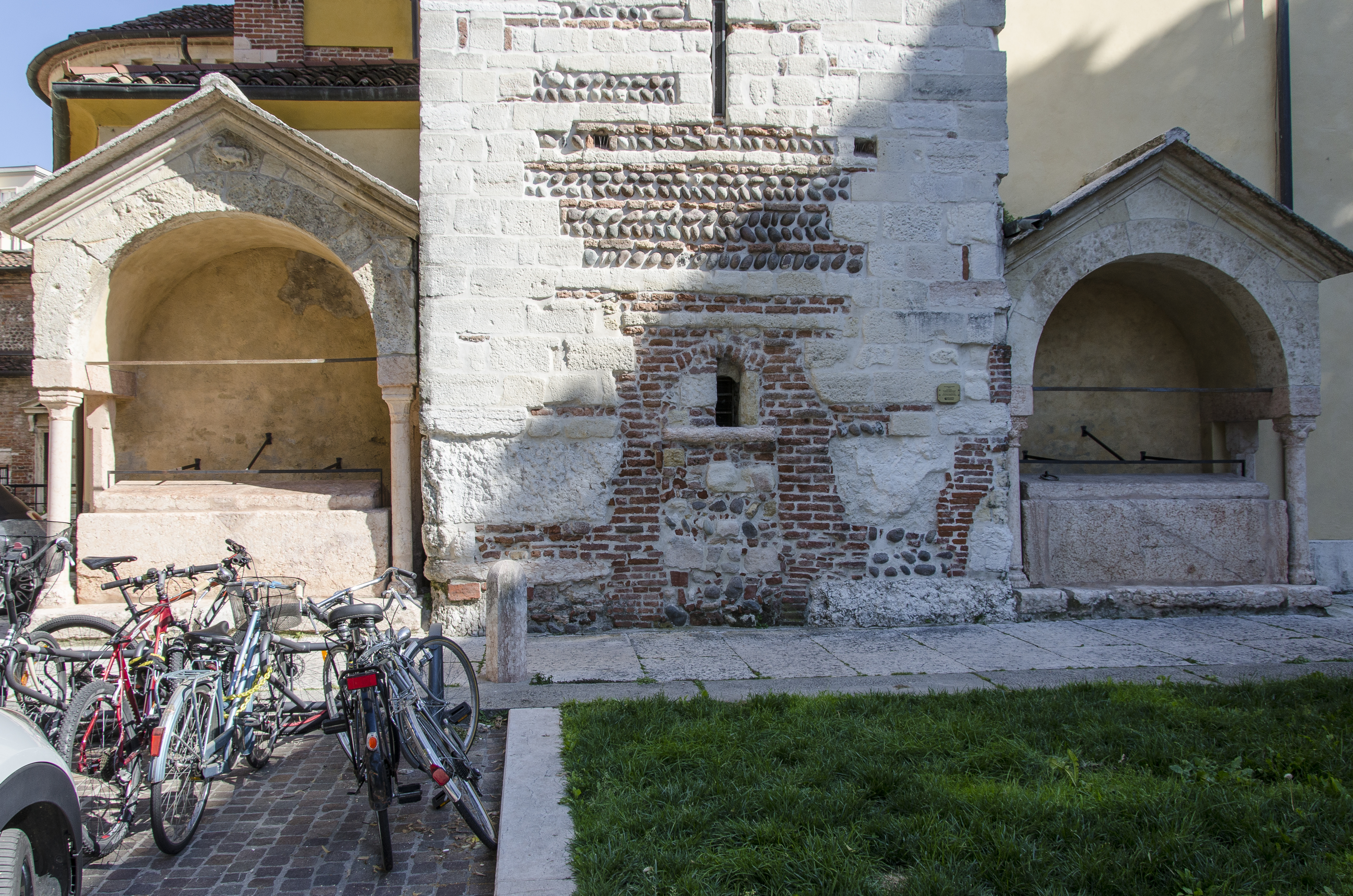
Alcuni sepolcri alla base del campanile
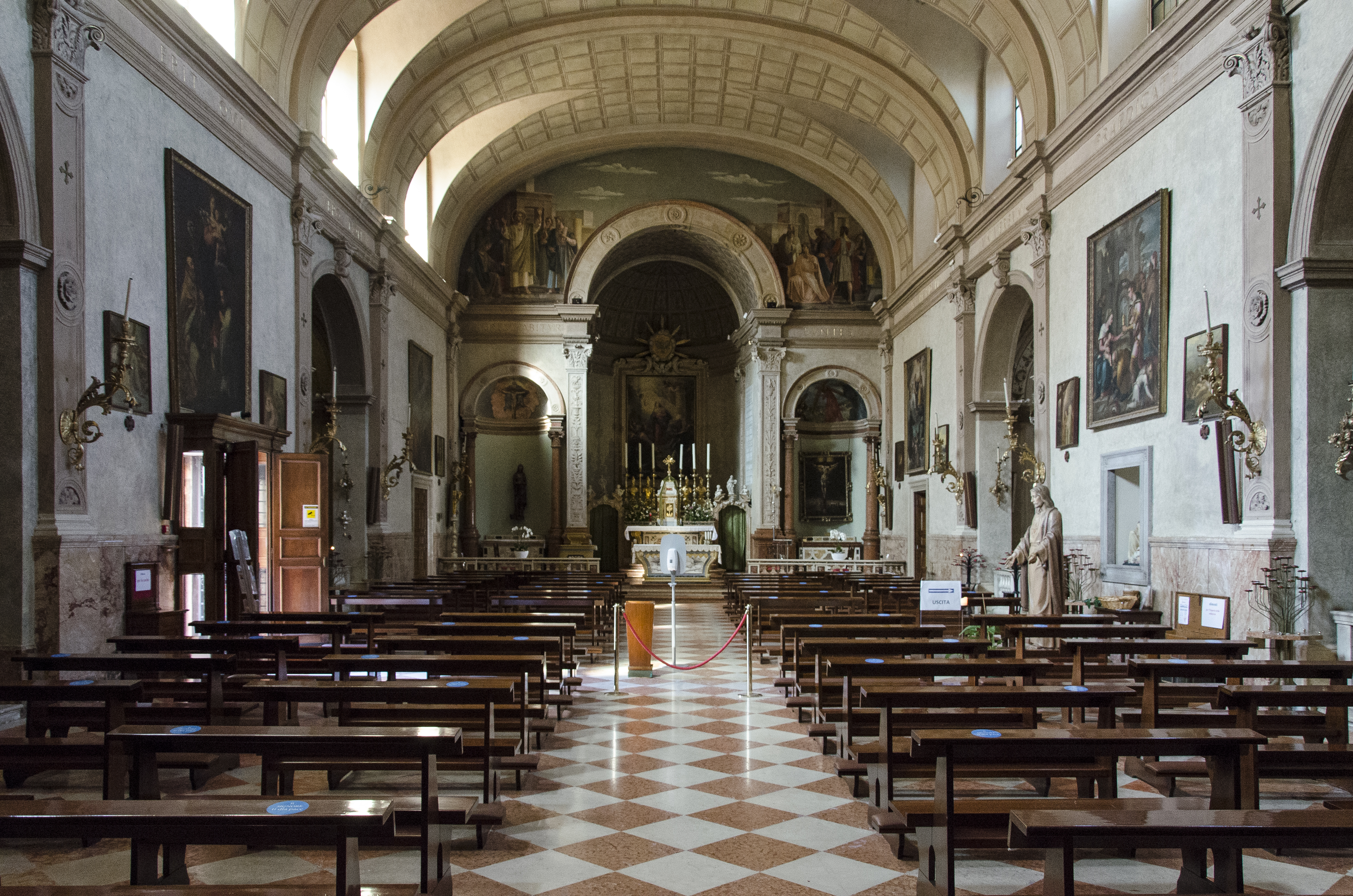
L'aula e l'area presbiteriale
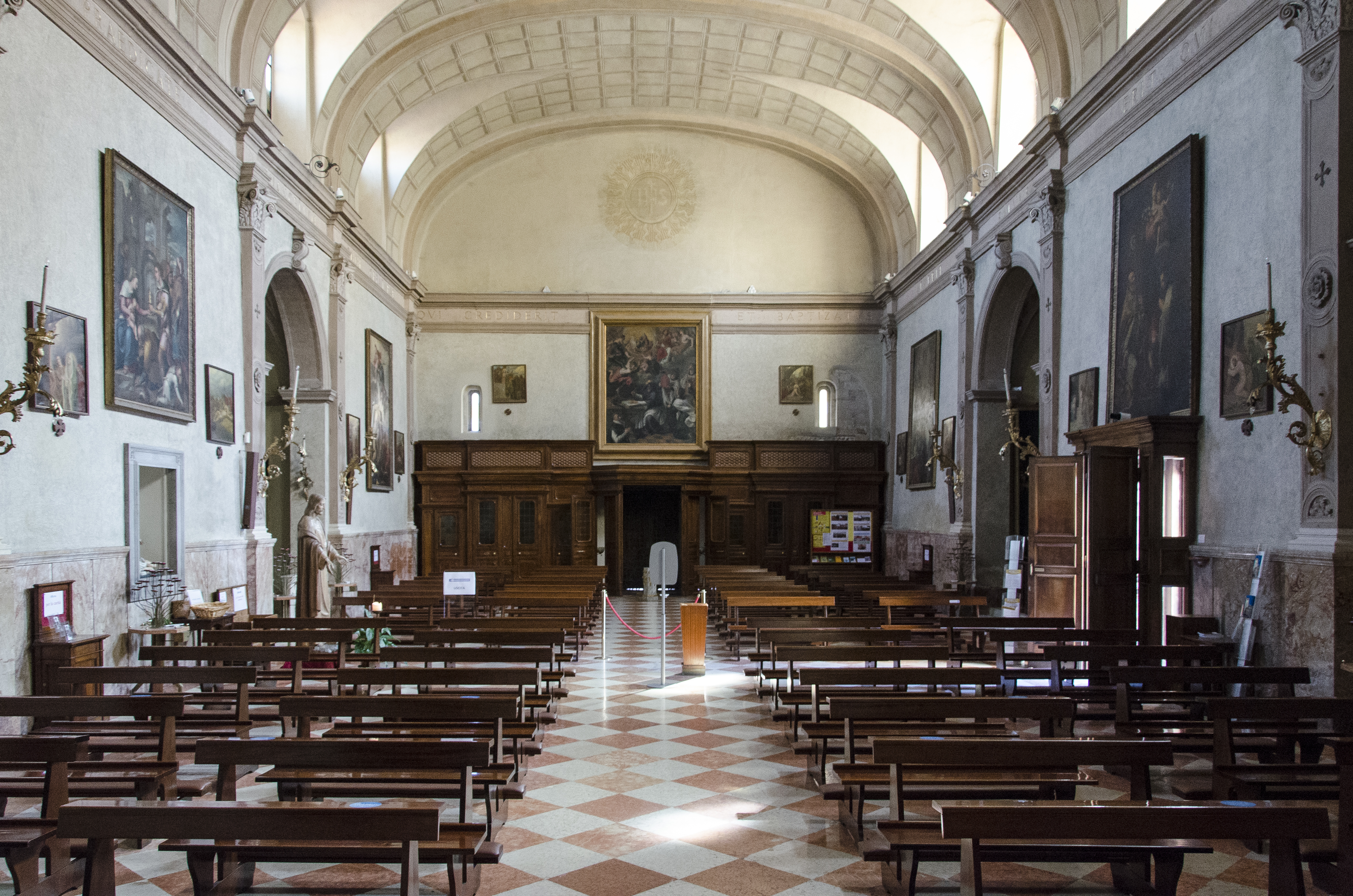
L'aula e la controfacciata
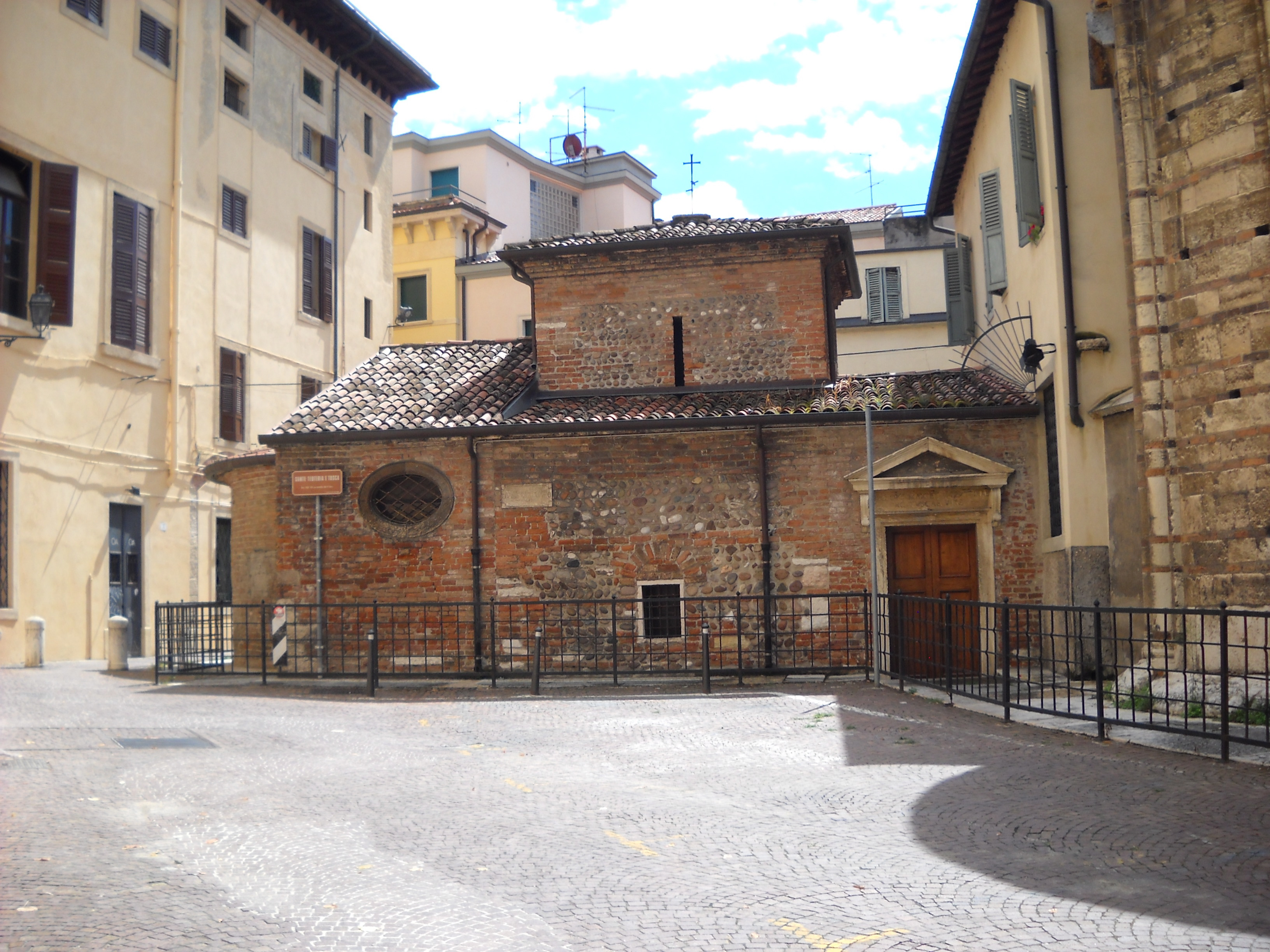
L'adiacente sacello delle Sante Teuteria e Tosca